# Конвергентний синтез
Конверге́нтний си́нтез (рос. конвергентный синтез, англ. convergent synthesis) — у супрамолекулярній хімії — багатостадійний синтез олігомерних або макромолекулярних сполук, макромолекули яких мають деревоподібну структуру з великою кількістю відгалужень, за схемою, коли спочатку синтезують дендрони, які потім пришивають до ядра дендромера, що нагадує кріплення секцій на фундаменті.